# Гостини
Го́стини (латыш. Gostiņi, ранее Глазманка, Данкере идиш Dankere‎, Трентельберг нем. Trentelberg) — часть города Плявиняс (Латвии), в 1933—1956 годах отдельный город.

## История

Герб города Гостини

Гостини ведёт свою историю с XVIII века, когда здесь была почтовая конная станция и паромная переправа через реку Айвиексте. Населённый пункт возник около 1830 года и был заселён преимущественно евреями. Местечко принадлежало к Витебской губернии, которая в этом месте глубоко вдавалась в земли Курляндской губерниями.
С начала XX века Гостини стал важным торговым и сельскохозяйственным центром.
В 1920 году Гостини вошёл в состав Латвийской Республики. В 1933 году Гостини получил статус города и свой герб. В 1930-х годах население преимущественно занималось торговлей (в Гостини было расположено 90 представительств и 70 компаний), а также рыболовством и лесосплавом.
Во время Второй мировой войны город сильно пострадал — из 192 домов 152 было разрушено. Нацистами были убиты сотни жителей.
С 1956 года Гостини присоединён к городу Плявиняс.